# Uno-X Mobility
Das Team Uno-X Mobility ist ein norwegisches Männer-Radsportteam mit Sitz in Oslo.

## Organisation und Geschichte
Die Mannschaft wurde 2010 gegründet und nahm zunächst als Continental Team an den UCI Continental Circuits teil. Bis auf wenige Ausnahmen gehörten und gehören zum Kader ausschließlich Fahrer aus Norwegen und aus Dänemark. Zur Saison 2020 wurde die Mannschaft als UCI ProTeam lizenziert. Mittelfristig wird der Aufstieg in die UCI WorldTour angestrebt, bei der letzten Lizenzvergabe nach der Saison 2022 hatte das Team noch nicht die erforderliche Platzierung in der Weltrangliste erreicht. 
Hauptsponsor des Teams ist der norwegische Mineralölkonzern Uno-X Mobility, die vier Söhne des Geschäftsführers Vegar Kulset sind alle im Team als Fahrer oder im Management beschäftigt. Radausstatter ist die belgische Fahrradmarke Ridley.
Als drittplatziertes ProTeam in der UCI-Weltrangliste nach den Saisons 2022 und 2023 erwarb das Team jeweils zur Folgesaison das automatische Startrecht für alle Rennen der WorldTour mit Ausnahme der GrandTours. Darüber hinaus erhielt das Team Wildcards für die Tour de France 2023 und Tour de France 2024. Den ersten Sieg des Teams auf der WorldTour erzielte Magnus Cort Nielsen mit einem Etappenerfolg beim Critérium du Dauphiné 2024.

## Platzierungen in UCI-Ranglisten
UCI World Ranking
| World Ranking | World Ranking | World Ranking                     | World Ranking |
| Jahr          | Teamwertung   | Einzelwertung                     |               |
| ------------- | ------------- | --------------------------------- | ------------- |
| 2017          | —             | Audun Fløtten (391. )             |               |
| 2018          | —             | Tobias Foss (682. )               |               |
| 2019          | 49.           | Andreas Leknessund (228. )        |               |
| 2020          | 25.           | Andreas Leknessund (122. )        |               |
| 2021          | 23.           | Rasmus Tiller (95. )              |               |
| 2022          | 22.           | Rasmus Tiller (117. )             |               |
| 2023          | 21.           | Tobias Halland Johannessen (62. ) |               |
| 2024          | 18.           | Alexander Kristoff (50. )         |               |
|               |               |                                   |               |
| Quelle: UCI   |               |                                   |               |

## Mannschaft 2025
| Teamkader 2025             | Teamkader 2025     | Teamkader 2025 | Teamkader 2025                            |
| Name                       | Geburtsdatum       | Land           | Vorheriges Team                           |
| -------------------------- | ------------------ | -------------- | ----------------------------------------- |
| Jonas Abrahamsen           | 20. September 1995 | Norwegen       | Ringeriks-Kraft (2016)                    |
| Carl-Frederik Bévort       | 24. November 2003  | Dänemark       | Uno-X DARE Development (2023)             |
| Erlend Blikra              | 11. Januar 1997    | Norwegen       | Team Coop (2019)                          |
| William Blume Levy         | 14. Januar 2001    | Dänemark       | ColoQuick (2021)                          |
| Magnus Cort Nielsen        | 16. Januar 1993    | Dänemark       | EF Education-EasyPost (2023)              |
| Simon Dalby                | 29. Januar 2003    | Dänemark       | Uno-X Mobility Development (2024)         |
| Fredrik Dversnes           | 20. März 1997      | Norwegen       | Team Coop (2021)                          |
| Stian Edvardsen-Fredheim   | 23. März 2003      | Norwegen       | Uno-X DARE Development (2022)             |
| Markus Hoelgaard           | 4. Oktober 1994    | Norwegen       | Lidl-Trek (2023)                          |
| Ådne Holter                | 8. Juli 2000       | Norwegen       | Lillehammer Cykleklubb (2021)             |
| Jonas Iversby Hvideberg    | 9. Februar 1999    | Norwegen       | Team DSM-Firmenich (2023)                 |
| Anders Halland Johannessen | 23. August 1999    | Norwegen       | Uno-X DARE Development (2021)             |
| Tobias Halland Johannessen | 23. August 1999    | Norwegen       | Uno-X DARE Development (2021)             |
| Alexander Kristoff         | 5. Juli 1987       | Norwegen       | Intermarché-Wanty-Gobert Matériaux (2022) |
| Andreas Kron               | 1. Juni 1998       | Dänemark       | Lotto Dstny (2024)                        |
| Johannes Kulset            | 14. April 2004     | Norwegen       | Uno-X DARE Development (2023)             |
| Magnus Kulset              | 18. August 2000    | Norwegen       | Uno-X DARE Development (2022)             |
| Andreas Leknessund         | 21. Mai 1999       | Norwegen       | Team DSM-Firmenich (2023)                 |
| Sakarias Koller Løland     | 20. September 2001 | Norwegen       | Uno-X DARE Development (2023)             |
| Henrik Pedersen            | 3. Dezember 2004   | Dänemark       | Uno-X Mobility Development (2024)         |
| Erik Nordsæter Resell      | 28. September 1996 | Norwegen       | Lillehammer Cykleklubb (2016)             |
| Anders Skaarseth           | 7. Mai 1995        | Norwegen       | Joker Icopal (2017)                       |
| Rasmus Tiller              | 28. Juli 1996      | Norwegen       | NTT Pro Cycling (2020)                    |
| Martin Bugge Urianstad     | 6. Februar 1999    | Norwegen       | Stavanger Sykleklubb (2018)               |
| Rasmus Bøgh Wallin         | 2. Januar 1996     | Dänemark       | Restaurant Suri-Carl Ras (2023)           |
| Søren Wærenskjold          | 12. März 2000      | Norwegen       | Joker Fuel of Norway (2020)               |
| Amund Grøndahl Jansen      | 11. Februar 1994   | Norwegen       | Team Jayco AlUla (2024)                   |
|                            |                    |                |                                           |
| Quelle: ProCyclingStats    |                    |                |                                           |